# 가비 하트넷
찰스 리오 하트넷(영어: Charles Leo Hartnett, 1900년 12월 20일~1972년 12월 20일)은 미국의 야구인이다. "올드 토마토 페이스"(영어: Old Tomato Face), "가비"(영어: Gabby)라는 별명을 가지고 있었으며 현역 시절 메이저 리그 베이스볼(MLB)에서 뛴 기간 중 대부분인 1922년부터 1940년까지 시카고 컵스에서 포수로 활동했다. 선수로서의 마지막 시즌이었던 1941년에는 뉴욕 자이언츠에서 선수 겸 코치로 활동했던 그는 은퇴 후에도 야구계에서 계속 몸담으며 코치나 마이너 리그 감독직을 수행했다.
하트넷은 공격과 수비 부문에서 모두 출중한 올어라운드 플레이어(all-around player)였다. 강하고 정확한 송구로 유명해서 내셔널 리그의 포수들 가운데 도루 저지 부문 1위에 자주 이름을 올렸으며, 한 시즌에 20홈런 이상을 기록한 최초의 메이저 리그 포수이기도 했다. 또한, 1932년 월드 시리즈에서 베이브 루스의 예고 홈런이나 1934년 올스타전에서 칼 허벨의 다섯 타자 연속 탈삼진, 1937년 올스타전에서 디지 딘의 커리어가 극적으로 뒤집힌 부상 등 메이저 리그 역사에서의 중요한 장면 곳곳에 함께했다. 하지만 하트넷의 커리어를 통틀어 가장 뛰어난 활약을 펼친 순간을 꼽자면, 1938년 시즌 종료가 일주일 남은 시점에 치러진 경기에서 9회말에 소속팀 컵스를 1위로 올려놓는 결승 홈런을 때렸을 때를 빼놓을 수 없다. 리글리 필드의 하늘이 어두워질 즈음에 일어난 이 장면은 "Homer in the Gloamin'"(황혼 속에서의 홈런)이라는 고유 명사로 야구팬들의 기억에 남게 되었다.
하트넷은 조니 벤치가 등장하기 전까지 내셔널 리그 역사상 최고의 포수로 평가받았다. 여섯 차례 올스타에 선정되었고, 월드 시리즈에 4시즌 출전했다. 또한 은퇴 당시에 포수 포지션으로 뛴 선수들 가운데 홈런과 타점, 안타, 2루타, 경기 출전 수 부문에서 통산 1위 기록을 갖고 있었다. 1955년 미국 야구 명예의 전당에 헌액되었다.

## 어린 시절
가비 하트넷은 미국 로드아일랜드주 운소켓에서 14명의 자녀들 중 첫째로 태어났다. 아버지 프레드를 따라 온 가족이 주의 경계를 넘어 매사추세츠주 밀빌로 이주했고, 그곳에서 하트넷은 '배니건의 밀빌 고무 가게'(Banigan’s Millville Rubber Shop)에서 일했다. 하트넷은 1921년, 20살의 나이에 이스턴 리그의 우스터 부스터스라는 팀에서 프로 야구 경력을 시작했다. 뉴욕 자이언츠의 존 맥그로 감독은 스카우트 제시 버켓을 보내 하트넷의 선수로서의 재능을 알아보도록 했다. 버켓은 맥그로 감독에게 하트넷이 메이저 리그 포수로 뛰기에는 손이 너무 작다고 보고했다.

## 선수 경력

### 데뷔 초창기
하트넷은 1922년 컵스 유니폼을 입고 밥 오패럴의 백업 포수 역할을 맡았다. 루키 시절 말이 적고 수줍음을 타는 성격 때문에 '가비'(Gabby, 수다스러운)라는 반어적인 별명을 얻게 되었다. 1924년 7월 22일, 오패럴이 보스턴 브레이브스와의 경기 중에 두개골 골절을 당하면서 하트넷이 주전 포수로 올라서 그해 .299의 타율과 16홈런, 67타점을 기록했다. 포수 빌 킬레퍼의 은퇴 이후에 하트넷은 명예의 전당에 헌액되는 투수 그로버 클리블랜드 알렉산더가 가장 아끼는 포수가 되었고, 1924년 9월 20일에는 알렉산더의 300승을 합작했다. 하트넷이 오패럴의 공백을 잘 메꾼 덕에 컵스 구단은 그를 주전 포수로 기용하기 시작했고, 1925년에는 오패럴을 세인트루이스 카디널스에 트레이드로 보냈다.

### 스타덤에 오르다

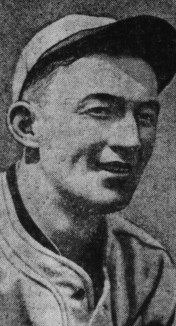
하트넷의 1925년경의 모습.

하트넷은 1925년 시즌 24홈런을 때리며 1893년 잭 클레먼츠가 세운 포수 단일 시즌 최다 홈런 기록을 경신했으며, 내셔널 리그 홈런 부문에서 39홈런을 친 로저스 혼즈비에 이어 2위에 이름을 올렸다. 이해 내셔널 리그에서 가장 많은 실책을 저지른 포수임에도, 동시에 레인지 팩터와 풋아웃 부문에서 리그 1위에 올랐으며 강한 어깨로 어시스트 부문 리그 1위, 도루 저지율 부문 리그 3위에 올랐다. 하트넷과 맞붙기도 햇으며 조니 벤치의 선수 시절 당시 내셔널 리그 팀에서 감독을 맡기도 했던 리오 더로셔는 하트넷과 벤치 모두 비슷하게 강한 송구 능력을 갖고 있다고 말했다. 1925년 12월 메이저 리그 윈터 미팅 기간에 하트넷이 포수 프랭크 스나이더와 외야수 아이리시 뮤젤의 맞상대로 뉴욕 자이언츠에 트레이드될 수 있다는 루머가 있었다. 하지만 컵스 구단의 윌리엄 비크 시니어 사장은 하트넷은 어느 팀으로도 트레이드되지 않을 것이라며 이를 부인했다.
하트넷은 1926년 시즌 타율이 .275로 하락하고 41타점만을 기록하며 실망스러운 시즌을 보냈다. 하지만 다음해 타율 .294와 10홈런, 80타점으로 공격 부문에서 다시 원래의 모습을 되찾았다. 풋아웃, 어시스트, 도루 저지 횟수에서 리그 1위를 차지했지만, 내셔널 리그 포수 가운데 가장 많은 실책과 패스트볼을 저지르며 경험 부족을 드러내기도 했다. 이해 내셔널 리그 최우수 선수상 투표에 10위에 이름을 올렸다.

### 전성기
1928년 시즌, 하트넷은 타율 .302로 처음으로 3할 이상의 타율을 기록함과 동시에 14홈런을 때려냈으며, 또한 메이저 리그 포수 통산 최다 홈런 기록인 잭 클레먼츠의 72홈런을 넘어섰다. 수비 기록에서도 내셔널 리그 포수 가운데 어시스트와 도루 저지율 부문에서 1위에 이름을 올렸다. 필드 위에서 숙련된 플레이와 실책 감소 등 선수로서 성숙해진 모습을 보여주었고, 내야 안에서 두려움 없이 정확한 송구로 주자를 잡아냈다. 그리고 1928년과 1938년 사이에 내셔널 리그 포수들 가운데 일곱 차례나 수비율 1위를 차지했다.
1929년 시즌, 하트넷은 워밍업 없이 강한 송구를 시도하다가 공을 던지는 팔에 부상을 당했다. 이로 인해 그해 포수로는 한 경기밖에 출전하지 못했고, 출전한 나머지 24경기에서도 대타에 그쳤다. 한편 소속팀 시카고 컵스는 내셔널 리그 페넌트 우승을 차지했다. 필라델피아 애슬레틱스와 맞붙은 1929년 월드 시리즈에서 하트넷은 3타수 3삼진만을 기록하며 무기력하게 물러났다. 1930년 시즌에는 반등에 성공하여 타율 .339, 커리어 하이인 122타점, 장타율 .630, 37홈런을 기록했으며, 이로써 자신이 갖고 있던 포수 단인 시즌 최다 홈런 기록을 다시 경신했다. 그해 내셔널 리그 포수를 통틀어 풋아웃, 어시스트, 수비율, 도루 저지 횟수 부문에서 1위에 이름을 올렸다. 1930년 시즌에 세운 포수 단일 시즌 최다 홈런 기록은 이후 1953년 로이 캄파넬라가 40홈런을 쳐내기 전까지 23년 동안 깨지지 않았다.
1931년 9월 9일에 치러진 시카고 컵스와 시카고 화이트삭스와의 비공식 경기에서, 하트넷이 폭력조직 두목이었던 알 카포네에게 사인을 하는 모습이 촬영되었다. 이 사진이 미국 전역의 신문에 보도되면서, 하트넷은 당시 케네소 마운틴 랜디스 커미셔너에게 앞으로는 카포네와 사진을 함께 찍지 말라는 전보를 받았다. 그러자 하트넷은 커미셔너에게 "좋아요. 하지만 알 카포네와 제가 함께 사진에 찍히기를 원하지 않는다면, 알 카포네에게 말하세요."라고 전보로 기발한 답장을 보냈다.

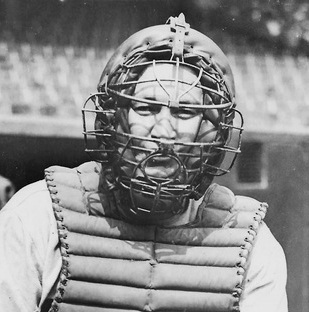
1932년경의 하트넷.

1932년 시즌 내내 하트넷은 시카고 컵스의 투수진이 내셔널 리그에서 가장 낮은 팀 평균자책점을 기록하는데 일조했고, 소속팀 컵스는 2위 피츠버그 파이리츠를 4경기 차로 따돌리고 페넌트 우승을 차지했다. 시카고 컵스는 1932년 월드 시리즈에서 뉴욕 양키스와 맞붙었고, 10월 1일 치러진 3차전 경기에서 베이브 루스는 타석에 들어서 뒤에 포수 하트넷이 있는 가운데 이른바 '예고 홈런'을 날렸다. 하트넷은 시리즈 내내 .313의 타율과 1홈런을 기록하며 분전했지만, 양키스가 4전전승으로 시리즈를 스윕했다.
1933년 시즌, 하트넷은 그해 7월 6일에 개최된 제1회 메이저 리그 베이스볼 올스타전에 내셔널 리그 팀의 예비 포수로 뽑혔고, 이해 출전을 시작으로 6년 연속 올스타로 선정되었다. 1934년 시즌에는 시즌 중반까지 타율 .336에 13홈런을 치며 이해 올스타전의 내셔널 리그 팀 선발 포수 자리를 따냈다. 이 경기에서 하트넷이 투수 칼 허벨의 공을 받는 가운데, 허벨이 후일 명예의 전당에 입성하는 다섯 타자 – 베이브 루스, 루 게릭, 지미 폭스, 알 시먼스, 조 크로닌 – 에게 차례로 삼진을 잡아내는 기염을 토했다. 하트넷은 이해 .299의 타율과 22홈런, 90타점으로 공격 부문에서 또 다른 성공적인 시즌을 보냈으며, 내셔널 리그 포수들 가운데 어시스트, 풋아웃, 도루 저지 횟수, 도루 저지율, 레인지 팩터, 수비율 부문에서도 모두 1위를 차지하며 수비 부문에서도 리그를 지배하는 면모를 보여주었다.
1935년 시즌에는 .344의 타율로 이 부문 내셔널 리그 3위에 이름을 올렸고, 내셔널 리그의 포수들 가운데 어시스트, 병살타 연계, 수비율 부문에서도 1위를 하면서 또 하나의 인상적인 시즌을 만들어냈다. 또한 컵스 투수진이 내셔널 리그에서 가장 낮은 팀 평균자책점을 기록하는데 역할을 했고, 소속팀 시카고 컵스는 2위 세인트루이스 카디널스를 4경기 차로 따돌리며 페넌트 우승을 차지했다. 이러한 활약을 바탕으로 1935년 내셔널 리그 최우수 선수로 선정되었다. 하지만 1935년 월드 시리즈에서 컵스 선수단은 미키 코크런 감독이 이끄는 디트로이트 타이거스에게 패해 준우승에 머물렀다.
소속팀 컵스가 3위로 하락한 1936년 시즌에는 타율 .307로 3할 이상의 타율을 기록했으며 4년 연속 올스타에 선정되는 영광을 얻었으나, 7홈런과 64타점에 그치며 평균 이하의 성적을 거두었다. 수비에 있어서는 내셔널 리그의 포수 중에서 수비율 부문에서 1위를 했으며, 훌륭한 투수 리드로 컵스 투수진의 내셔널 리그 팀 최다 18완봉 경기를 이끌었다. 1937년 올스타전에서 마운드에 오른 디지 딘은 커브를 던지라는 하트넷의 사인에 반대의 표시로 고개를 절레절레 흔들다가 조 디마지오에게 안타를 맞았고, 루 게릭에게는 홈런을 맞았으며, 얼 에이버릴의 라인 드라이브 타구에는 발가락을 맞는 불운을 겪었다. 당시까지 딘은 내셔널 리그에서 발군의 실력을 가진 투수 중 하나였으나, 올스타전에서 생긴 발가락 부상 이후 커리어 하락세에 접어들었다. 1937년 시즌, 하트넷은 커리어 하이인 .354의 타율을 기록함과 동시에 내셔널 리그 최우수 선수상 투표에서 조 메드윅에 이은 2위에 이름을 올렸다. 이해 기록한 타율 .354는 1997년 마이크 피아자가 .362의 타율로 이를 경신하기 전까지 단일 시즌 메이저 리그 포수 최고 타율로 기록되었다.

### 황혼 속에서의 홈런
1938년 7월 20일, 필립 K. 리글리 컵스 구단주는 찰리 그림 감독을 대신해 37살의 하트넷을 팀의 선수 겸 감독으로 선임했다. 하트넷이 감독에 임명될 당시 컵스는 파이 트레이너 감독이 이끄는 1위 피츠버그 파이리츠에 6경기 차 뒤진 3위에 자리하고 있었다. 정규 시즌 종료를 일주일 앞둔 9월 27일에 컵스는 피츠버그와 1.5경기 차밖에 나지 않는 치열한 순위 경쟁 속에서 정규 시즌 순위를 결정지을 수 있는 3연전을 치르게 되었다. 3연전의 첫 경기는 투수 디지 딘의 호투 속에 컵스가 2–1로 승리를 가져가며 피츠버그와의 경기 차를 반 게임으로 줄였고, 뒤이은 경기에서 야구 역사상 가장 극적인 장면 중 하나로 꼽을 수 있는 상황이 펼쳐졌다.
다음날인 9월 28일, 3연전 중 두 번째 경기를 치르게 된 두 팀의 경기에서 하트넷은 자신의 커리어에서 가장 두드러지는 순간을 경험한다. 조명 없이 어둠이 깔린 리글리 필드에서 점수는 5–5 동점이었고, 심판은 9회를 마지막으로 경기가 종료될 것임을 예고했다. 당시 규칙에 따르면 동점이 계속 유지될 경우, 다음날에 동일한 경기가 1회부터 다시 치러져야 했다. 9회말 2아웃에 하트넷이 타석에 들어섰고, 스트라이크 노 볼에서 투수 메이스 브라운이 던진 공을 쳐서 어둠 속으로 보냈다. 공은 계속 날아가 외야 좌중간 관중석에 떨어졌다. 하트넷이 베이스를 도는 사이 선수들과 관중들은 자리를 박차고 뛰쳐나와 하트넷을 둘러쌌고, 경기장은 열광의 도가니에 빠졌다. 하트넷의 이 끝내기 홈런은 "Homer in the Gloamin'"(황혼 속에서의 홈런)이라는 고유명사로 메이저 리그 역사에 남게 되었다.
컵스는 9월 내내 21승 2무 5패라는 경이적인 페이스로 승수를 쌓으면서 시즌 1위에 도달했고, 정규 시즌은 10월 2일에 종료되었다. 이해 하트넷은 다시 컵스 투수진이 리그에서 가장 낮은 평균자책점을 기록하는데 일조했고, 수비율 .995로 내셔널 리그 포수 중 1위를 했다. 하지만 컵스는 1938년 월드 시리즈에서 뉴욕 양키스에게 스윕을 당했는데, 이는 지난 10년간 네 번째 준우승이었다.

### 커리어 말년
1939년은 하트넷이 감독으로서 선수단을 이끄는 가운데 선수들 간의 불화으로 어려움을 겪은 시즌이었다. 다른 선수들으로부터 디지 딘만 편애한다는 불평을 들었고, 투수 래리 프렌치는 아예 감독 하트넷을 건너 뛰고 필립 리글리 구단주에게 가서 더 많은 기회를 달라고 항의하기도 했다. 프렌치는 이를 거스 맨쿠소를 자신의 전담 포수로 두고 싶다는 요청에 대한 보복이라 여겼다. 또한, 하트넷은 팀의 다른 포수들보다 타격에 있어 제일 낫다고 판단해 자신을 경기에 자주 투입시켰다. 그해 8월 28일, 하트넷은 레이 샬크의 메이저 리그 포수 최다 출장 기록인 1,727경기를 경신했다. 이 기록은 1945년 시즌에 알 로페스가 다시 경신했다.
2년간의 실망스러운 시즌이 마무리된 후인 1940년 11월 13일, 하트넷은 감독직에서 경질되면서 컵스 구단과의 19년간의 동행을 끝냈다. 같은 해 12월 3일에 뉴욕 자이언츠와 선수 겸 코치로 계약했다. 1941년 시즌에는 해리 대닝의 백업 포수 역할로 64경기에 출전해 3할의 타율을 기록했다. 그해 9월 24일에 프로 마지막 경기를 뛰었고, 40세의 나이로 선수로서는 은퇴했다.

## 평가

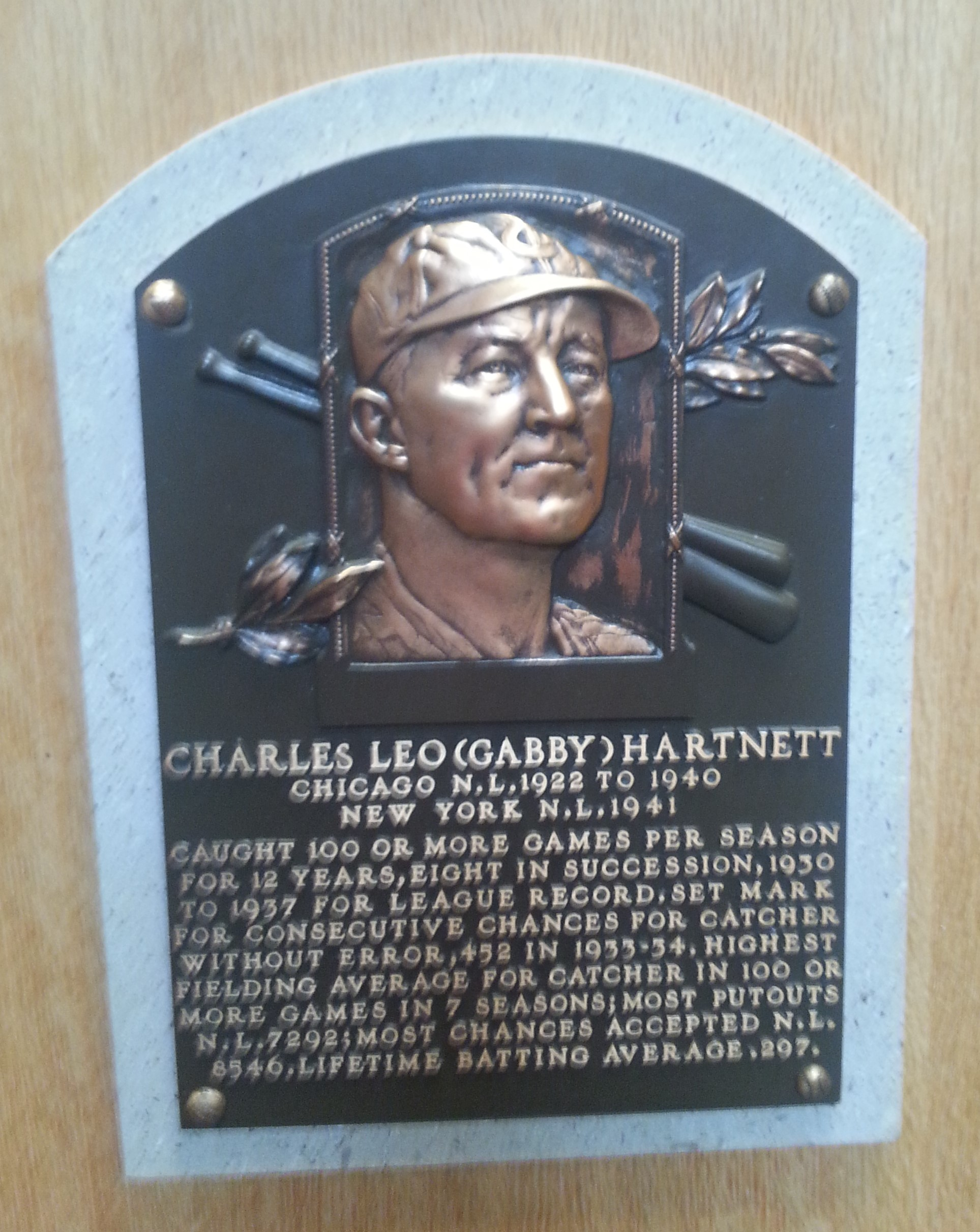
미국 야구 명예의 전당에 전시되어 있는 하트넷의 동판.

하트넷은 20년의 메이저 리그 커리어에서 1,990경기에 출전해 6,432타수에서 1,912안타를 쳐냈으며, 통산 타율 .297와 함께 867득점, 2루타 396개, 3루타 64개, 236홈런, 1,179타점, 703볼넷, 출루율 .370, 장타율 .489를 기록했다. 통산 수비율은 .984를 마크했다. 포수로서 100경기 이상 출전한 시즌이 12번 있었는데, 이 중에는 8시즌 연속 포수로서 100경기 이상 출전한 기록이 포함되어 있다. 또한 내셔널 리그 포수 중에서 풋아웃 부문 1위를 한 시즌이 4번, 어시스트와 수비율 부문 1위를 한 시즌이 6번이며, 포수 중에서 병살타 연계 부문 1위를 한 시즌이 7번 있었으며 통산 163번의 병살타 연계로 이 부문 내셔널 리그 1위에 이름을 올리기도 했다. 또한 현재는 깨졌지만 포수 포지션에서 452번의 수비 기회 연속 무실책으로 메이저 리그 기록을 세우기도 했다.
은퇴 당시에 갖고 있던 통산 기록인 236홈런, 1,179타점, 1,912안타, 2루타 396개는 모두 당시 포수 출신 선수 통산 최다 기록이었다. 이후 1943년에 빌 디키가 포수 출신 통산 타점과 안타 기록을 새롭게 썼지만, 포수 통산 최다 홈런 기록은 1956년에 요기 베라에게 자리를 내주기 전까지 메이저 리그 기록이었다. 포수 통산 최다 2루타 기록 역시도 1983년 테드 시먼스 이전까지 메이저 리그 기록으로 남아 있었다. 또한 장타율 부문에서 내셔널 리그 10위 안에 든 시즌이 7번 있었다. 하트넷은 6회 올스타에 선정되었으며, 한 차례 최우수 선수상을 수상했고, 4차례 정규 시즌 우승을 경험했다. 통산 출루율 .370는 출루율 .342를 기록한 조니 벤치와 .348를 기록한 요기 베라보다 높으며, 통산 도루 저지율 56.11%는 역대 메이저 리그 포수들 가운데 로이 캄파넬라에 이어서 2위에 해당하는 기록이다. 하트넷의 방망이와 포수 마스크는 1938년에 새로 지어진 미국 야구 명예의 전당에 최초로 기증된 야구 물품이기도 했다. 빌 제임스는 자신의 저서 《The Bill James Historical Baseball Abstract》의 역대 메이저 리그 포수 순위에서 하트넷을 9위로 선정했다.

## 지도자 경력

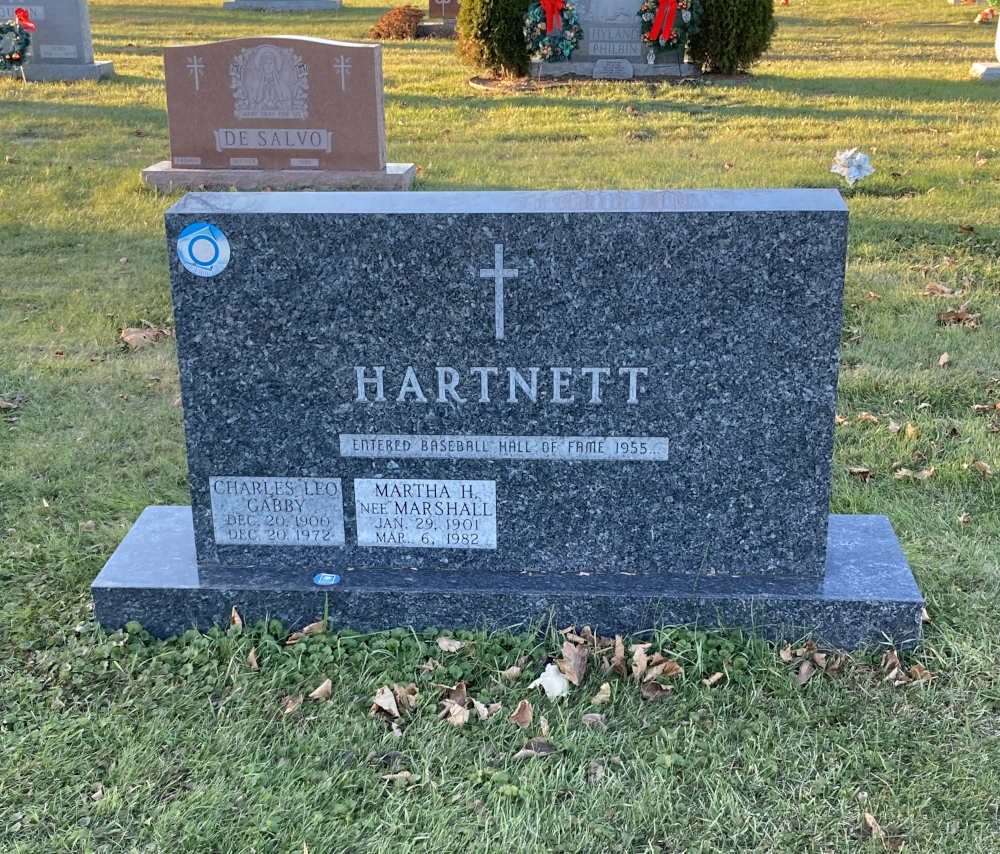
올 세인츠 공동묘지에 있는 하트넷의 무덤.

하트넷은 은퇴 후 1942년부터 5시즌 동안 마이너 리그에서 몇몇 팀의 감독을 맡았다가, 1946년에 일리노이주 링컨우드에 정착했다. 1955년 1월 26일에는 조 디마지오, 테드 라이언스, 대지 밴스와 함께 미국 야구 명예의 전당에 헌액되었다. 1981년 로런스 리터와 도널드 호니그는 저서 《The 100 Greatest Baseball Players of All Time》에 하트넷을 포함시켰다. 1999년에는 메이저 리그 베이스볼 세기의 팀의 최종 후보에 올랐다.
이후 메이저 리그 베이스볼 온 CBS 텔레비전 중계 해설자를 맡기도 했으며, 메이저 리그에서 몸담은 이력은 1960년대 중반에 캔자스시티 애슬레틱스에서 2년 동안 코치와 스카우트로 일한 게 마지막이었다.
1972년 자신의 생일날에 일리노이주 파크리지에서 간경화로 사망했으며, 시신은 일리노이주 데스플레인스에 있는 올 세인츠 공동묘지에 안장되었다.

## 통산 기록
| 연 도      | 소 속      | 경 기 | 타 석 | 타 수 | 득 점 | 안 타 | 2 루 타 | 3 루 타 | 홈 런 | 루 타 | 타 점 | 도 루 | 도 루 자 | 희 생 번 | 희 생 플 | 볼 넷 | 고 4 | 사 구 | 삼 진 | 병 살 타 | 타 율 | 출 루 율 | 장 타 율 | O P S |
| ---------- | ---------- | ----- | ----- | ----- | ----- | ----- | ------- | ------- | ----- | ----- | ----- | ----- | -------- | -------- | -------- | ----- | ---- | ----- | ----- | -------- | ----- | -------- | -------- | ----- |
| 1922년     | CHC        | 31    | 82    | 72    | 4     | 14    | 1       | 1       | 0     | 17    | 4     | 1     | 0        | 4        |          | 6     |      | 0     | 8     |          | .194  | .256     | .236     | .493  |
| 1923년     | CHC        | 85    | 263   | 231   | 28    | 62    | 12      | 2       | 8     | 102   | 39    | 4     | 0        | 4        |          | 25    |      | 3     | 22    |          | .268  | .347     | .442     | .789  |
| 1924년     | CHC        | 111   | 407   | 354   | 56    | 106   | 17      | 7       | 16    | 185   | 67    | 10    | 2        | 9        |          | 39    | 7    | 5     | 37    |          | .299  | .377     | .523     | .899  |
| 1925년     | CHC        | 117   | 443   | 398   | 61    | 115   | 28      | 3       | 24    | 221   | 67    | 1     | 5        | 7        |          | 36    | 4    | 2     | 77    |          | .289  | .351     | .555     | .906  |
| 1926년     | CHC        | 93    | 326   | 284   | 35    | 78    | 25      | 3       | 8     | 133   | 41    | 0     | 0        | 7        |          | 32    | 9    | 2     | 37    |          | .275  | .352     | .468     | .821  |
| 1927년     | CHC        | 127   | 509   | 449   | 56    | 132   | 35      | 5       | 10    | 204   | 80    | 2     | 5        | 13       |          | 44    | 8    | 3     | 42    |          | .294  | .361     | .454     | .815  |
| 1928년     | CHC        | 120   | 464   | 388   | 61    | 117   | 26      | 9       | 14    | 203   | 57    | 3     | 6        | 9        |          | 65    | 10   | 2     | 32    |          | .302  | .404     | .523     | .928  |
| 1929년     | CHC        | 25    | 29    | 22    | 2     | 6     | 2       | 1       | 1     | 13    | 9     | 1     | 0        | 1        |          | 5     | 2    | 0     | 5     |          | .273  | .407     | .591     | .998  |
| 1930년     | CHC        | 141   | 578   | 508   | 84    | 172   | 31      | 3       | 37    | 320   | 122   | 0     | 5        | 14       |          | 55    | 5    | 1     | 62    |          | .339  | .404     | .630     | 1.034 |
| 1931년     | CHC        | 116   | 438   | 380   | 53    | 107   | 32      | 1       | 8     | 165   | 70    | 3     | 0        | 5        |          | 52    | 4    | 1     | 48    |          | .282  | .370     | .434     | .804  |
| 1932년     | CHC        | 121   | 463   | 406   | 52    | 110   | 25      | 3       | 12    | 177   | 52    | 0     | 0        | 4        |          | 51    | 4    | 1     | 59    |          | .271  | .354     | .436     | .790  |
| 1933년     | CHC        | 140   | 535   | 490   | 55    | 135   | 21      | 4       | 16    | 212   | 88    | 1     | 3        | 8        |          | 37    | 3    | 0     | 51    | 17       | .276  | .326     | .433     | .759  |
| 1934년     | CHC        | 130   | 487   | 438   | 58    | 131   | 21      | 1       | 22    | 220   | 90    | 0     | 1        | 9        |          | 37    | 8    | 3     | 46    | 15       | .299  | .358     | .502     | .860  |
| 1935년     | CHC        | 116   | 461   | 413   | 67    | 142   | 32      | 6       | 13    | 225   | 91    | 1     | 1        | 6        |          | 41    | 5    | 1     | 46    | 13       | .344  | .404     | .545     | .949  |
| 1936년     | CHC        | 121   | 468   | 424   | 49    | 130   | 25      | 6       | 7     | 188   | 64    | 0     | 0        | 8        |          | 30    | 8    | 6     | 36    | 12       | .307  | .361     | .443     | .804  |
| 1937년     | CHC        | 110   | 405   | 356   | 47    | 126   | 21      | 6       | 12    | 195   | 82    | 0     | 3        | 6        |          | 43    | 13   | 0     | 19    | 8        | .354  | .424     | .548     | .971  |
| 1938년     | CHC        | 88    | 353   | 299   | 40    | 82    | 19      | 1       | 10    | 133   | 59    | 1     | 0        | 3        |          | 48    | 10   | 3     | 17    | 9        | .274  | .380     | .445     | .825  |
| 1939년     | CHC        | 97    | 351   | 306   | 36    | 85    | 18      | 2       | 12    | 143   | 59    | 0     | 0        | 7        |          | 37    | 12   | 1     | 32    | 11       | .278  | .358     | .467     | .825  |
| 1940년     | CHC        | 37    | 73    | 64    | 3     | 17    | 3       | 0       | 1     | 23    | 12    | 0     | 0        | 1        |          | 8     | 1    | 0     | 7     | 3        | .266  | .347     | .359     | .707  |
| 1941년     | NYG        | 64    | 165   | 150   | 20    | 45    | 5       | 0       | 5     | 65    | 26    | 0     | 1        | 2        |          | 12    | 1    | 1     | 14    | 5        | .300  | .356     | .433     | .789  |
| 통산: 20년 | 통산: 20년 | 1990  | 7300  | 6432  | 867   | 1912  | 396     | 64      | 236   | 3144  | 1179  | 28    | 32       | 127      |          | 703   | 114  | 35    | 697   | 93       | .297  | .370     | .489     | .858  |

- 굵은 글씨는 시즌 최고 성적.
- 병살타는 1933년부터 집계됨.